# Marzotto
El Grupo Marzotto es un empresa fabricante textil italiana, con sede en Valdagno, Italia, productora de hilos de lana y algodón para prendas de vestir y, mediante inversiones de capital, hilos de lana para géneros de punto, hilos de lino y seda. Fue creada en 1836 como Lanificio Luigi Marzotto & Figli. En 2005, el negocio textil de Marzotto Group se separó de Valentino Fashion Group.

## Historia

### Primeros años
Como miembro de la nobleza, Luigi Marzotto (1773-1859) fundó una fábrica de lana en Valdagno en 1836 con un capital de 2,000 liras venecianas, equivalente a $100,000 en los años noventa. Entregó el negocio a su hijo Gaetano en 1842. Después de la unificación del Reino de Italia en 1861, Gaetano compró una fábrica de hilados cerca de Maglione. Para entonces, la nómina de la empresa había ascendido a más de 1.200 empleados.
Después de la muerte de Gaetano en 1910, Marzotto SpA se dividió en dos, por lo que su nieto se hizo cargo de la fábrica de Maglione y su hijo Vittorio Emanuele Marzotto, a quien se le atribuye la dirección de la empresa en el negocio de exportación, se hizo cargo de las operaciones de Valdagno.

### Mediados delsigloXX
En 1921, Gaetano Jr. heredó la fábrica de Valdagno. Según la historia de la empresa, Gaetano Jr. modernizó la empresa y la expandió durante la década de 1920, lo que le permitió sobrevivir a la Gran Depresión sin ser nacionalizada y readquirió el molino familiar en Maglione. En 1935, Gaetano creó un complejo agrícola entre Fossalta di Portogruaro y la Laguna de Venecia, llamado así por su esposa, Margherita Lampertico Marzotto.
Durante la Segunda Guerra Mundial, la empresa estuvo bajo el control del gobierno. Sin embargo, Gaetano recuperó la empresa al final del conflicto y aprovechó el Milagro económico italiano.
En la década de 1950, Marzotto SpA se diversificó en la fabricación de ropa masculina con la marca privada Principe by Marzotto. Después de salir a la bolsa italiana en 1961 con una cotización en el mercado de divisas de Milán, la empresa comenzó a exportar sus productos a los Estados Unidos. Para reducir los costos de mano de obra, el 40% de la producción de prendas de vestir eventualmente se transferiría allí.

### Expansión
Entre las décadas de 1980 y 1990, Marzotto SpA se expandió mediante adquisiciones. Marzotto se convirtió en el primer productor de lana totalmente integrado de Europa en 1987 después de adquirir Lanerossi, Hugo Boss en 1991 y la fábrica de lana de Checoslovaquia Nová Mosilana en 1994. En 1997, el grupo anunció una fusión con HPI para formar Gruppo Industriale Marzotto, el fabricante de ropa de diseñador más grande del mundo. Sin embargo, Pietro Marzotto interrumpió abruptamente las negociaciones, lo que llevó a la renuncia de Pietro a su función como Director ejecutivo y a la toma de posesión por Jean de Jaeger, el primer no-Marzotto en ser ascendido a tal función. No obstante, Pietro siguió siendo el accionista mayoritario de Marzotto SpA y compró Liteksas, un fabricante lituano de prendas de lana, en 2000, para que la empresa pudiera trasladar parte de su producción al mercado de bajo costo. También compró Valentino SpA, que había estado luchando bajo HPI en 2002.
En 2005, el grupo sufre una escisión, donde las actividades del sector textil que se fusionan en Marzotto SpA se separan de las de confección que componen Valentino Fashion Group. En 2006 cambió la conducción del grupo: Stefano Sassi deja el cargo de Director Ejecutivo y Gerente General, con Sergio Tamborini tomando su lugar.
El fondo Permira tomó el control de Valentino Fashion Group en 2007 con una inversión de 5,300 millones de euros, que también permitió la adquisición de la marca Hugo Boss y de las licencias MCS Marlboro Classics y Missoni.
En 2008, Lanificio GB Conte se unió al grupo con la marca Estethia, se adquirió Lanificio Fratelli Tallia di Delfino y se adquirió el control del 100% de Linificio e Canapificio Nazionale.
El desarrollo del grupo Marzotto continuó en 2009, adquiriendo la marca NTB Nuova Tessilbrenta, especializada en la producción de ropa casual y deportiva de algodón; también se estipula el acuerdo de colaboración con el Grupo Schneider, importante y reconocido actor del sector en la adquisición y peinado de lana y fibras nobles, que prevé la creación de una empresa conjunta de producción para el procesamiento de lana, en la que Marzotto participa con acciones del 30%, con sede en una nueva planta en Egipto. En octubre de 2009 Marzotto adquirió, junto con Faber Five, empresa propiedad de Antonio Favrin, el 66,7% de Ratti, una de las empresas de Como más importantes en el mundo de la seda, fundada en 1945 por Antonio Ratti.
En 2012 adquirió las marcas Redaelli, Girmes, Christof Andreae y Niedieck, todas especializadas en terciopelo. La adquisición incluyó dos fábricas en la República Checa.
En julio de 2018, Davide Favrin, graduado en Ingeniería de Gestión e hijo de Antonio, el histórico gerente y accionista de la empresa, primero como director general en 2002 y luego como Presidente desde 2004, fue nombrado director general, reemplazando a Sergio Tamborini, al frente del grupo desde 2006.
En 2020-2021, Opera Piemontese, marca especializada en la producción de tejidos finos para moda femenina, y Prosetex, marca especializada en la producción de tejidos jacquard, tejidos planos y terciopelos para tapicería y cortinas en el segmento prime, se unen al Grupo Marzotto.

## Marcas
El grupo Marzotto, con 15 plantas en 2019, diez de ellas en Italia, opera en el sector de tejidos de lana y algodón para prendas de vestir, en el sector de hilados de lino y muebles para el hogar y, a través de inversiones de capital, en el sector de la seda.
En el sector de los tejidos está presente con las marcas:
- Marzotto Fabrics
- Guabello
- Marlane
- Estethia / G.B. Conte
- Fratelli Tallia di Delfino
- Opera Piemontese
- Tessuti di Sondrio
- Nuova Tessilbrenta
- Niedieck
- Redaelli Velluti
- Prosetex
- Girmes
- Marzotto Home e Lanerossi (textiles para el hogar)

El sector de hilados de lino produce a través del grupo Linificio e Canapificio Nazionale, 100% controlado.
El negocio de tejidos de seda lo lleva a cabo el grupo Ratti, empresa que cotiza en la bolsa de Milán y controlada en un 33% por la matriz, especializada en la producción de tejidos de seda y accesorios para mujer, hombre y decoración del hogar.

## Otras actividades
Marzotto apoyó el desarrollo de Valdagno, brindando servicios a los trabajadores como escuelas, hospitales, servicios de entretenimiento e instalaciones sociales. En 1951, la familia Marzotto estableció el Premio Marzotto, que premia a personas de la medicina, las ciencias modernas, la poesía, el periodismo, el teatro y la pintura.